# 비판
비판(批判)은 어떤 사실·사상(思想)·행동에 관해서 진위(眞僞)·장점·단점·선악 등을 판정하여 평가를 내리는 것이다. 이때 대상을 전면적으로 분석할 필요가 있다. 비판이 유효하기 위해서는 주관적인 내용이 아니라 객관적인 사실에 따라 진행되어야 하며, 그렇지 않으면 그 비판은 단지 일면적인 것이 된다. 철학적으로는 이론·능력 등 유효성의 범위를 명확하게 하는 것이다.
칸트의 이성능력 비판은 중요하나 인식론에 들어가기 전에 인식능력의 한계를 확정짓는 것은 탁상공론에 불과하다고 헤겔은 "비판"이라고 한다.

## 같이 보기
- 비판철학
- 비판 이론
- 비판적 사고
- 평론

## 참고 자료
- 이 문서에는 다음커뮤니케이션(현 카카오)에서 GFDL 또는 CC-SA 라이선스로 배포한 글로벌 세계대백과사전의 내용을 기초로 작성된 글이 포함되어 있습니다.